# Gran Premi de Sud-àfrica del 1973
Resultats del Gran Premi de Sud-àfrica de Fórmula 1 de la temporada 1973, disputat al circuit de Kyalami el 3 de març del 1973.

## Resultats
| Pos | No | Pilot                | Equip               | Voltes | Temps/ Retirada  | Pos. de sortida | Punts |
| --- | -- | -------------------- | ------------------- | ------ | ---------------- | --------------- | ----- |
| 1   | 3  | Jackie Stewart       | Tyrrell - Ford      | 79     | 1h 43' 11. 0     | 16              | 9     |
| 2   | 6  | Peter Revson         | McLaren - Ford      | 79     | + 24.55 s        | 6               | 6     |
| 3   | 1  | Emerson Fittipaldi   | Lotus - Ford        | 79     | + 25.06 s        | 2               | 4     |
| 4   | 9  | Arturo Merzario      | Ferrari             | 78     | + 1 Volta        | 15              | 3     |
| 5   | 5  | Denny Hulme          | McLaren - Ford      | 77     | + 2 Voltes       | 1               | 2     |
| 6   | 23 | George Follmer       | Shadow - Ford       | 77     | + 2 Voltes       | 21              | 1     |
| 7   | 18 | Carlos Reutemann     | Brabham - Ford      | 77     | + 2 Voltes       | 8               |       |
| 8   | 12 | Andrea de Adamich    | Surtees - Ford      | 77     | + 2 Voltes       | 20              |       |
| 9   | 7  | Jody Scheckter       | McLaren - Ford      | 75     | Motor            | 3               |       |
| 10  | 21 | Howden Ganley        | Iso Marlboro - Ford | 73     | + 6 Voltes       | 19              |       |
| 11  | 2  | Ronnie Peterson      | Lotus - Ford        | 73     | + 6 Voltes       | 4               |       |
| Ret | 11 | Carlos Pace          | Surtees - Ford      | 69     | Accident         | 9               |       |
| NC  | 26 | Eddie Keizan         | Tyrrell - Ford      | 67     | No Classificat   | 22              |       |
| NC  | 14 | Jean Pierre Jarier   | March - Ford        | 66     | No Classificat   | 18              |       |
| NC  | 4  | François Cevert      | Tyrrell - Ford      | 66     | No Classificat   | 25              |       |
| NC  | 24 | Mike Beuttler        | March - Ford        | 65     | No Classificat   | 23              |       |
| Ret | 19 | Wilson Fittipaldi    | Brabham - Ford      | 52     | Caixa canvi      | 17              |       |
| Ret | 20 | Jackie Pretorius     | Iso Marlboro - Ford | 35     | Sobreescalfament | 24              |       |
| Ret | 17 | Niki Lauda           | BRM                 | 26     | Motor            | 10              |       |
| Ret | 22 | Jackie Oliver        | Shadow - Ford       | 14     | Motor            | 14              |       |
| Ret | 16 | Jean Pierre Beltoise | BRM                 | 4      | Embragatge       | 7               |       |
| Ret | 25 | Dave Charlton        | Lotus - Ford        | 3      | Accident         | 13              |       |
| Ret | 15 | Clay Regazzoni       | BRM                 | 2      | Accident         | 5               |       |
| Ret | 8  | Jacky Ickx           | Ferrari             | 2      | Accident         | 11              |       |
| Ret | 10 | Mike Hailwood        | Surtees - Ford      | 2      | Accident         | 12              |       |

## Altres
- Pole: Denny Hulme 1' 16. 28

- Volta ràpida: Emerson Fittipaldi 1' 17. 10 (a la volta 76)